# 629 (szám)
A 629 (római számmal: DCXXIX) egy természetes szám, félprím, a 17 és a 37 szorzata.

## A szám a matematikában
A tízes számrendszerbeli 629-es a kettes számrendszerben 1001110101, a nyolcas számrendszerben 1165, a tizenhatos számrendszerben 275 alakban írható fel.
A 629 páratlan szám, összetett szám, azon belül félprím, kanonikus alakban a 171 · 371 szorzattal, normálalakban a 6,29 · 102 szorzattal írható fel. Négy osztója van a természetes számok halmazán, ezek növekvő sorrendben: 1, 17, 37 és 629.
A 629 négyzete 395 641, köbe 248 858 189, négyzetgyöke 25,07987, köbgyöke 8,56808, reciproka 0,0015898. A 629 egység sugarú kör kerülete 3952,12356 egység, területe 1 242 942,859 területegység; a 629 egység sugarú gömb térfogata 1 042 414 744,5 térfogategység.